# Attalea osmantha
Attalea osmantha (Barb.Rodr.) Wess.Boer, considerada por algunos autores como sinónimo de la ampliamente extendida  Attalea butyracea, es una especie perteneciente a la familia Arecaceae.

## Hábitat
Es una planta de la familia Arecaceae con hojas fuertemente pinnadas que se encuentran en  Trinidad y Tobago y norte de  Venezuela.

## Taxonomía
Attalea osmantha  fue descrita por (Barb.Rodr.) Wess.Boer y publicado en Pittieria 17: 318. 1988.
Etimología
Attalea: nombre genérico que conmemora a Atalo III Filometor, rey de Pérgamo en Asia Menor, 138-133 antes de Cristo, que en el ocaso de su vida se interesó por las plantas medicinales.
Sinonimia
- Scheelea osmantha Barb.Rodr.
- Scheelea urbaniana Burret
- Scheelea curvifrons L.H.Bailey
- Scheelea urbaniana Burret[5][6]